# 松濤
松濤（しょうとう）は、東京都渋谷区の町名。現行行政地名は松濤一丁目および松濤二丁目。住居表示実施済区域。

## 概要
渋谷駅の北西部に位置し、町域内の多くは住宅地として利用される。東京都心を代表する山手の高級住宅地の一つとしても知られるが、「松濤」はかつてこの地に茶園「松濤園」があったことに因み、茶園の名が町名となった珍しい例である。
町域は邸宅が多くを占め、Bunkamuraや戸栗美術館、渋谷区立松濤美術館、観世能楽堂（2017年GINZA SIXに移転）といった文化・芸術関係の施設も多く見られる。このため「松涛文化村ストリート」と称してのまちおこしが図られている。
北・東・南側は同じ渋谷区内で、北部は神山町に、東部は宇田川町に、南東部は道玄坂に、南部は円山町・神泉町にそれぞれ接する。西部は山手通りを含み、目黒区駒場に接する。

### 地価
住宅地の地価は、2025年（令和7年）1月1日の公示地価によれば、松濤1-13-7の地点で232万円/m2、松濤2-3-2の地点で175万円/m2となっている。

## 歴史
この一帯は江戸時代に中渋谷村、中豊沢村などといい、小字名として大山、大向、神山などがあった。大山には紀州徳川家の下屋敷があった。1876年（明治9年）、旧佐賀藩主の鍋島家がこれを譲渡された。11代当主の鍋島直大は広大な土地に狭山茶を移植して茶園を開き、士族授産の元武士に運営を依頼し、「松濤園」と命名した。茶の銘柄も「松濤」とされ、一時は東京市中に高級茶として知られた。地領近くに直大の四女・信子の嫁ぎ先の松平恆雄が居住している（後に秩父宮雍仁親王妃の勢津子が出ている。後に現在の旧東京都知事公館）。
1890年（明治23年）に東海道線が開通すると静岡茶などが流入、松濤園の茶業は振るわなくなった。このため茶園は廃止され、1904年（明治37年）には鍋島家が経営する畑果樹園種蓄牧場「鍋島農場」 と、農務省が運営する種畜牧場渋谷支所に分かれた。
関東大震災を契機として鍋島家は屋敷地を移住者向けに分譲し、高級住宅地となる。忠犬ハチ公で知られる帝大教授の上野英三郎もここに住んでいた。1924年（大正13年）、鍋島家は涌水池のあった種畜牧場の一角を児童遊園として開放し、さらに1932年（昭和7年）10月にはこれを東京市に寄付。1934年（昭和9年）4月からは渋谷区によって管理されることになった。
この間、「松濤」は1928年（昭和3年）に住所町名として採用された。湧水池のある広大な鍋島侯爵邸は太平洋戦争後の華族制度廃止により公園として整備され、現在では鍋島松濤公園となっている。

## 世帯数と人口
2024年（令和6年）12月1日現在（渋谷区発表）の世帯数と人口は以下の通りである。
| 丁目       | 世帯数    | 人口    |
| ---------- | --------- | ------- |
| 松濤一丁目 | 627世帯   | 1,273人 |
| 松濤二丁目 | 1,000世帯 | 1,768人 |
| 計         | 1,627世帯 | 3,041人 |

### 人口の変遷
国勢調査による人口の推移。
| 年                 | 人口  |
| ------------------ | ----- |
| 1995年（平成7年）  | 2,312 |
| 2000年（平成12年） | 2,478 |
| 2005年（平成17年） | 2,718 |
| 2010年（平成22年） | 2,472 |
| 2015年（平成27年） | 3,084 |
| 2020年（令和2年）  | 3,355 |

### 世帯数の変遷
国勢調査による世帯数の推移。
| 年                 | 世帯数 |
| ------------------ | ------ |
| 1995年（平成7年）  | 969    |
| 2000年（平成12年） | 1,088  |
| 2005年（平成17年） | 1,305  |
| 2010年（平成22年） | 1,305  |
| 2015年（平成27年） | 1,614  |
| 2020年（令和2年）  | 1,712  |

## 学区
区立小・中学校に通う場合、学区は以下の通りとなる（2023年3月時点）。
| 丁目       | 番地 | 小学校             | 中学校             |
| ---------- | ---- | ------------------ | ------------------ |
| 松濤一丁目 | 全域 | 渋谷区立神南小学校 | 渋谷区立松濤中学校 |
| 松濤二丁目 | 全域 | 渋谷区立神南小学校 | 渋谷区立松濤中学校 |

## 交通

### 鉄道
町域内に鉄道駅はないが、京王井の頭線・神泉駅が利用可能な範囲にある。

### バス
- 東急バス・京王バス・渋谷区コミュニティバス「ハチ公バス」「東大裏」停留所
- 東急バス・京王バス・渋谷区コミュニティバス「ハチ公バス」「東大前」停留所

### 道路

#### 主な道路
- 山手通り - 西側を通る。
- オーチャード・ロード - オーチャードホールのあるBunkamuraの脇を通る（北側の神山町では「神山通り」、富ヶ谷では「富ヶ谷一丁目通り」と呼ばれる）。一方通行路で、路線バスも通るが、歩道はない[注 1]。00年代に奥渋谷（奥渋）として知られるようになり、来訪者が増えている。
- 松濤文化村ストリート - 南側を通る。

#### 高速道路
- 首都高速中央環状線 - 山手通りの地下を山手トンネルが通っている。地上には神山町換気所（南側は松濤）がある。

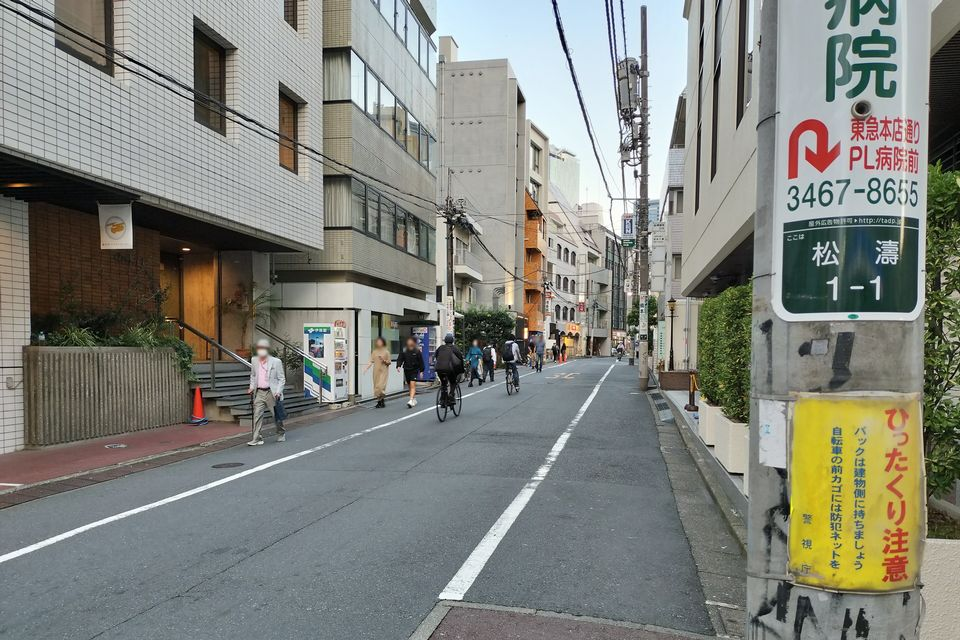
オーチャードロード（北端付近から南を見る）
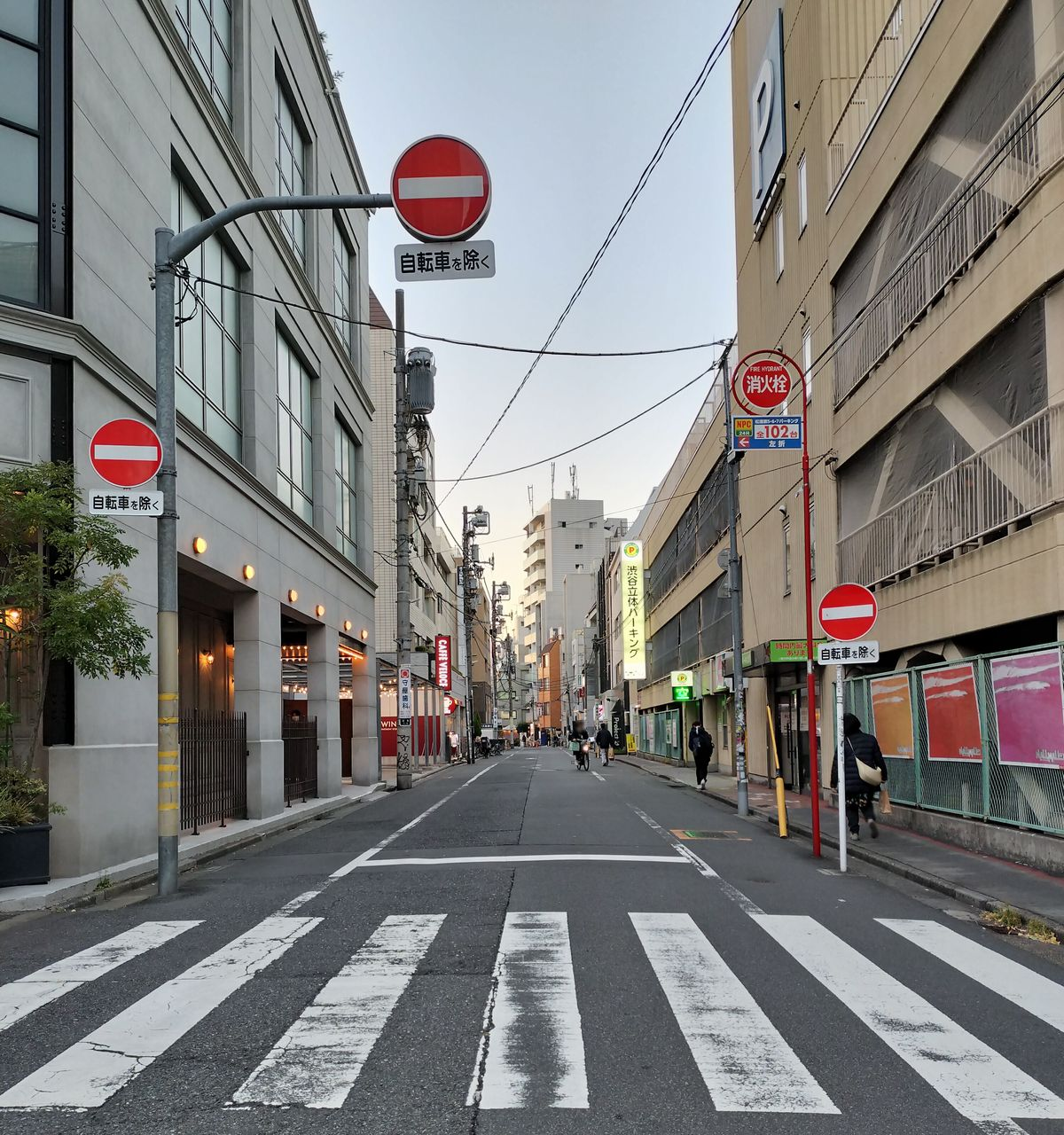
オーチャードロード（南端付近から北を見る）
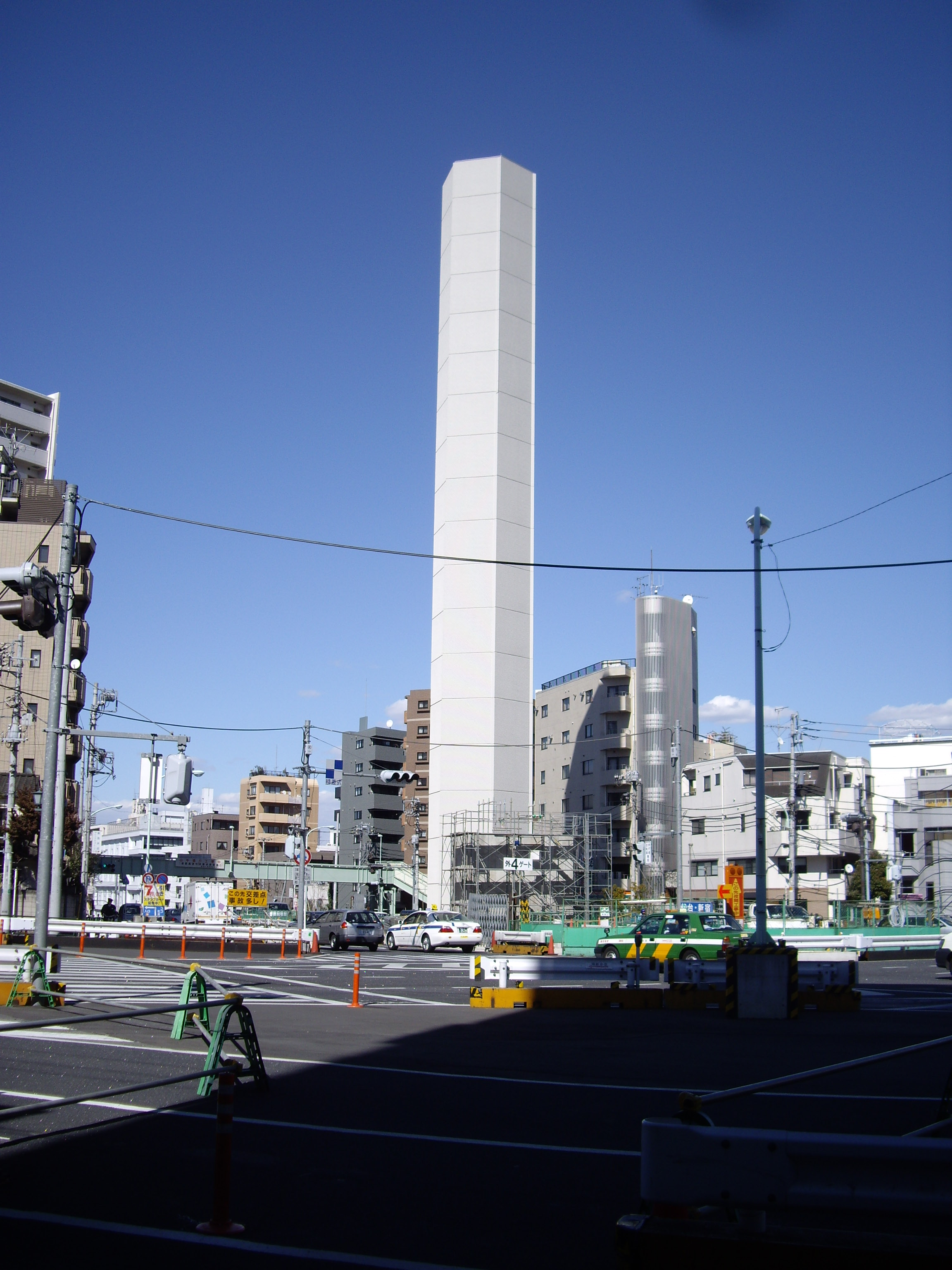
神山町換気所

## 祭・催事
- 渋谷の総鎮守である金王八幡宮では、毎年9月中旬に例大祭が行われる。同期間中には鍋島松濤公園にて松濤地区の祭りが行われる[15]。

## 事業所
2021年（令和3年）現在の経済センサス調査による事業所数と従業員数は以下の通りである。
| 丁目       | 事業所数  | 従業員数 |
| ---------- | --------- | -------- |
| 松濤一丁目 | 199事業所 | 1,913人  |
| 松濤二丁目 | 86事業所  | 2,466人  |
| 計         | 285事業所 | 4,379人  |

### 事業者数の変遷
経済センサスによる事業所数の推移。
| 年                 | 事業者数 |
| ------------------ | -------- |
| 2016年（平成28年） | 198      |
| 2021年（令和3年）  | 285      |

### 従業員数の変遷
経済センサスによる従業員数の推移。
| 年                 | 従業員数 |
| ------------------ | -------- |
| 2016年（平成28年） | 3,000    |
| 2021年（令和3年）  | 4,379    |

## 施設

### 教育
- 渋谷区立松濤中学校
- ヤマザキ動物看護専門職短期大学 - 渋谷キャンパスが山手通りの両側にある。
- 東京大学 - 駒場キャンパスの東端が松濤にかかる。

### 公園
- 渋谷区立鍋島松濤公園

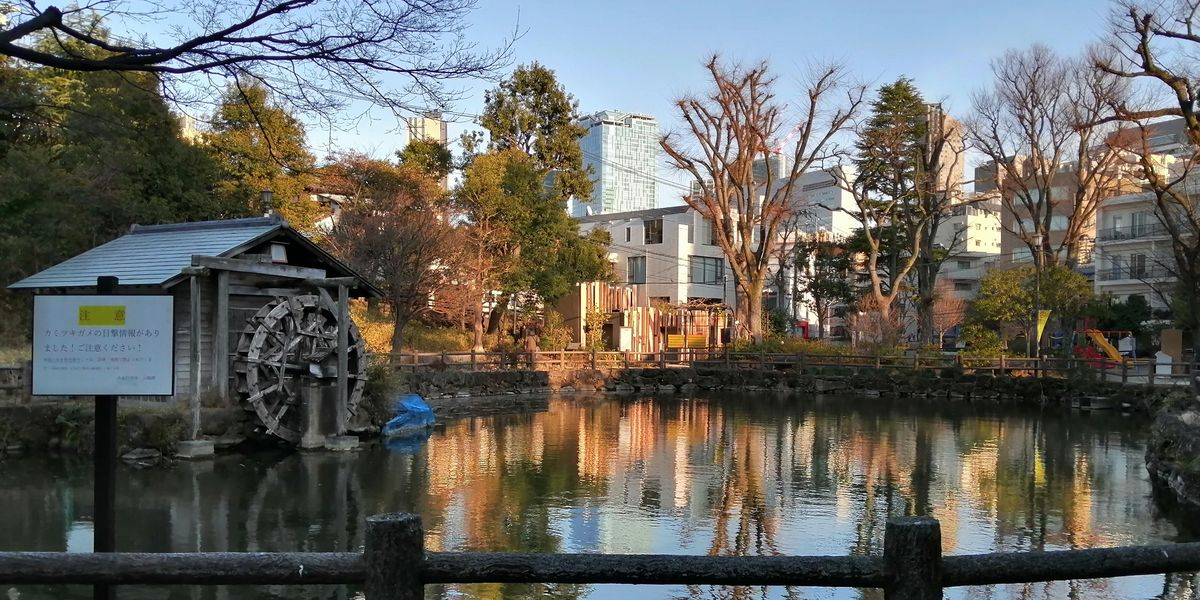
鍋島松濤公園

### 文化・芸能
- Bunkamura - 敷地は松濤と道玄坂にまたがっている。
- 戸栗美術館
- 渋谷区立松濤美術館
- ギャラリーTOM - 村山亜土が自宅を使い開館。
- 西野バレエ団

### 宗教
- 大山稲荷神社
- 本法寺
- 聖泉院
- 大石寺 - 東京出張所と称する施設がある。
- 渋谷日本基督会

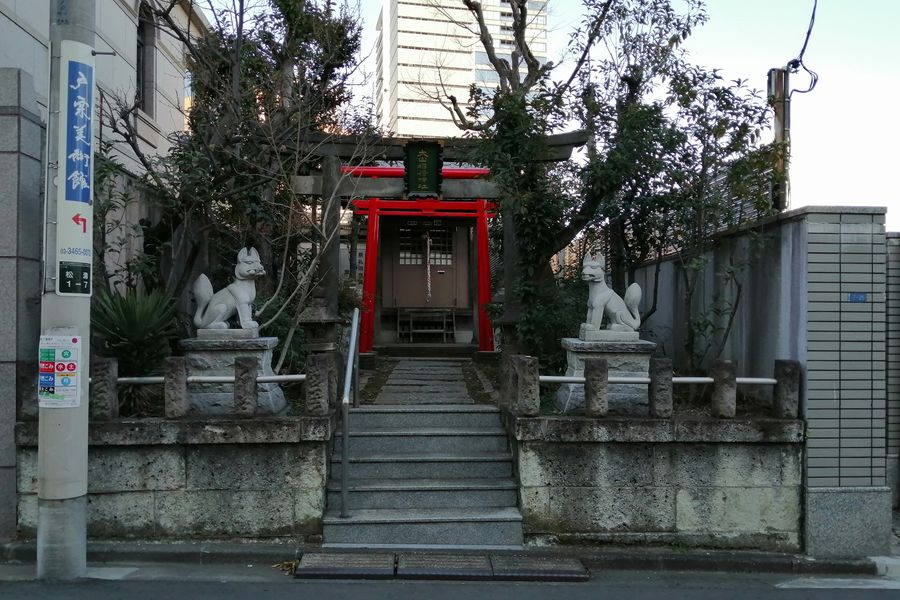
大山稲荷神社
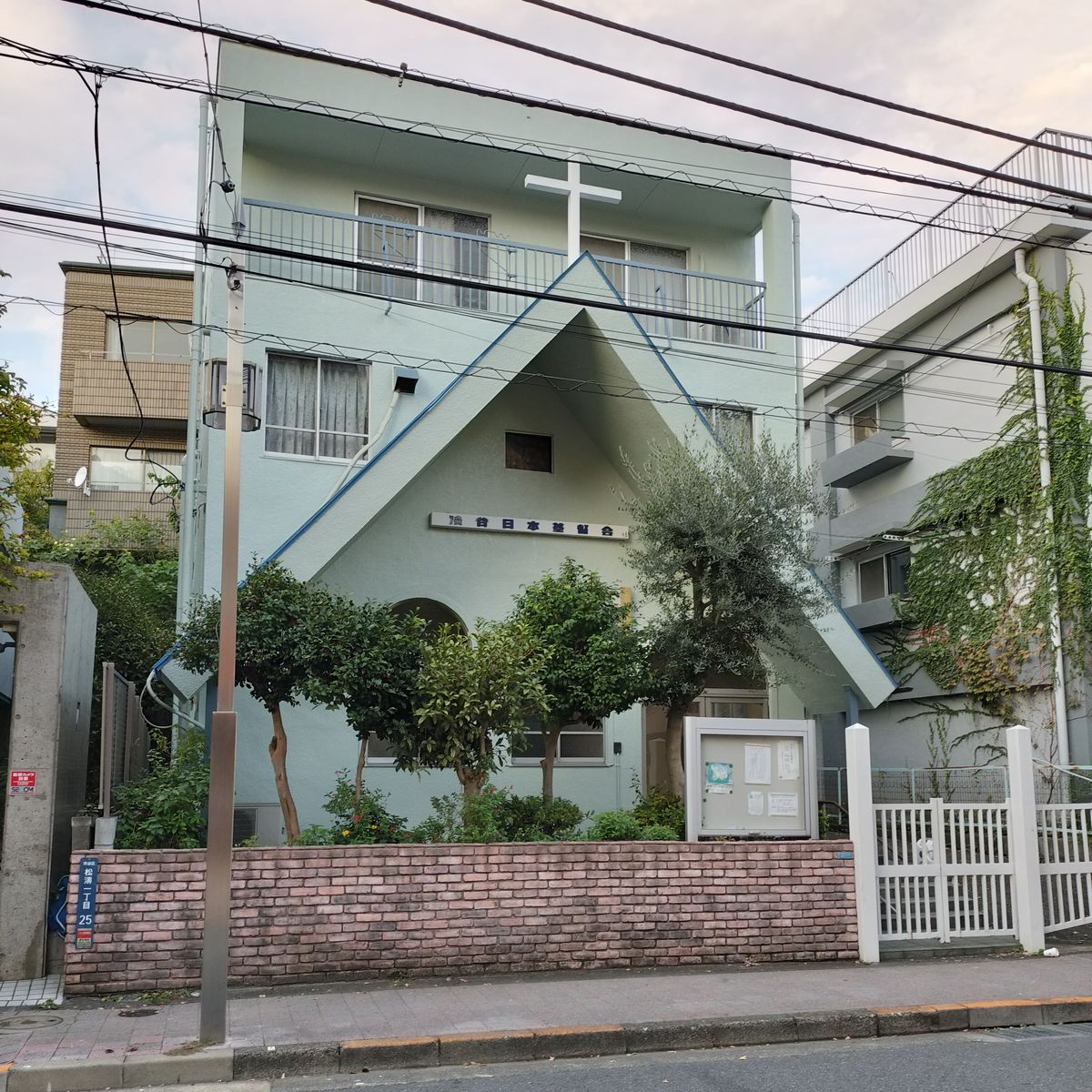
渋谷日本基督会

### 医療
- 明生会セントラル病院 - 高齢者専門の病院。山手通りの両側に「本院、分院、松濤」の3つの施設がある[注 2]。

### 企業等
- デンソー - 山手通り沿いのデンソー渋谷ビルに東京支店などがある。
- ゴールドウィン - 山手通り沿いに本社ビルがある。
- シェ松尾 - 本店がある。
- ARDドイツテレビ東京支局

### その他
- 世界平和統一家庭連合（統一教会）日本本部[18][注 3]

### 過去に存在した施設
- 松濤温泉シエスパ - 2007年6月19日に爆発事故を起こした後、2007年8月31日に閉館。
- 松濤幼稚園 - 2010年閉園。跡地には三木谷浩史邸が建った。
- 観世能楽堂 - 2015年閉鎖、2017年4月銀座・GINZA SIXに移転
- 東京都知事公館 - 2014年廃止、2020年解体。

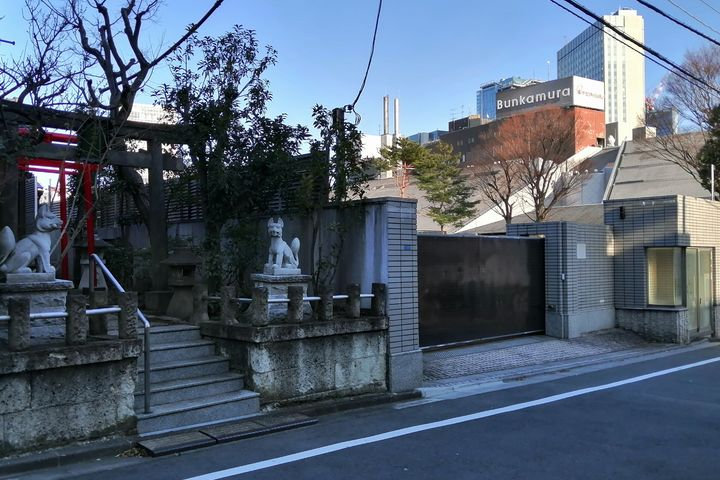
大山稲荷神社と都知事公館跡地、後方にBunkamura

## ゆかりの人物

### 出身者
- 寬仁親王妃信子（皇族、旧松濤幼稚園教諭） - 旧松濤町（現在の神山町）生まれ
- 麻生太郎（政治家、首相・財務大臣）- 寬仁親王妃信子の長兄。小3頃から上京居住。旧松濤町（現在の神山町[23][24]）
- 麻生泰（実業家、麻生セメント会長、慶應三田会会長） - 寬仁親王妃信子の次兄。上京し居住。旧松濤町（現在の神山町）
- 持田昌典（実業家、ゴールドマン・サックス日本法人社長）[25]

### 居住等
- 三島由紀夫（作家）
- 馬場孤蝶（作家）
- 前尾繁三郎（政治家、大蔵官僚）[26]
- 扇千景（政治家、参議院議長。元女優）[24]
- 田村元（政治家、衆議院議長）
- 林友春（学者、旧伯爵、林博太郎子）、林貞子（学者、松濤幼稚園創始者、牧野伸通伯爵令嬢）
- 杉山元太郎（実業家、豊年製油社長、杉山金太郎子）、杉山淑子（牧野伸通伯爵令嬢）
- 立花寛蔵（商学者、初代大倉高等商業学校校長）[27]
- 戸栗亨（戸栗美術館館長）
- デヴィ夫人（タレント、元インドネシア大統領夫人）[24]
- 毒島邦雄（実業家、パチンコ業〈三共創業者〉）
- 大島健伸（実業家、貸金業〈旧SFCG創業者〉）
- 三木谷浩史（実業家、楽天創業者・現会長兼社長）- 旧松濤幼稚園の地に居住[23]
- 山下修平（実業家、CRE創業者）
- 福本修也（弁護士、統一教会顧問弁護士、元検事）[28]
- 山本富士子（モデル、女優）[24]
- 森進一（歌手）[24]
- 森昌子（歌手）[24]
- 藤井フミヤ（歌手〈チェッカーズ〉）[24]
- 稲葉浩志（ミュージシャン〈B'z〉）[24]
- 江川達也（漫画家）[24]
- 松井敏浩（実業家、大和証券グループ本社副会長兼最高執行責任者。）[29]
- 松井ケムリ（芸人、令和ロマン）

## 管轄等

### 警察
- 警察署 - 全域が渋谷警察署の管轄である[注 4]。
- 交番 - 松濤地区は以下の2つの交番が受け持っている。
  - 宇田川交番：1丁目の南西以外[30]
  - 道玄坂上交番 - 1丁目の南西と2丁目[31]

### 消防
- 消防署 - 全域が渋谷消防署の管轄である。
  - 出張所 - 松濤出張所がある。
- 消防団 - 渋谷消防団第1分団の受け持ち区域である。

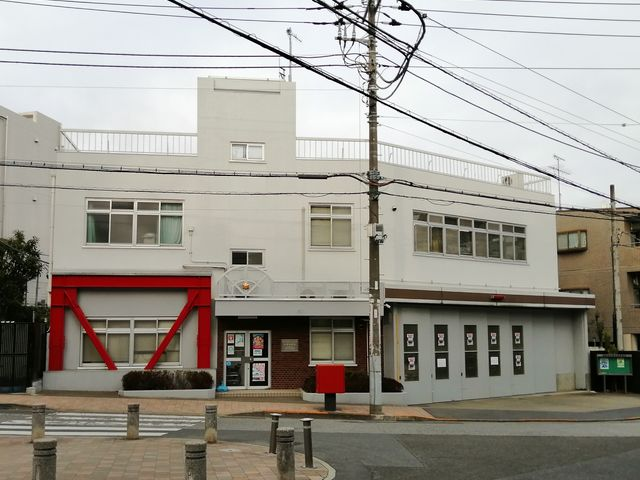
渋谷消防署 松濤出張所

### 日本郵便
- 郵便番号 : 150-0046[3]（集配局 : 渋谷郵便局[32]）。

- 小規模局（かつての特定郵便局）
  - 渋谷松濤郵便局 - 同局の風景印の図案は「鍋島松濤公園」「松濤美術館」「ハナショウブ」から構成されている。